# 幻想としての経済
『幻想としての経済』は、栗本慎一郎の思想書。青土社より単行本刊行の後、角川書店より文庫化。

## 内容
前著『経済人類学』（東洋経済新報社）には書かれなかった、バタイユの「過剰蕩尽理論」の紹介から始まる。『パンツをはいたサル』に先駆け、日本に独特な穴あき硬貨は男性器の輪切りであるとする説が開陳される。同性愛論やポルノグラフィー論など性についての小論もある。また、栗本を学問の道に歩ませたという、速水融の「江戸時代の人口増」研究を紹介した『病にかかった江戸時代』も所収。
文庫版の後書きによると、財界人向け講演会の後で聴衆の無知に腹を立てていた栗本に、編集者の森永博志が「そういう人たちのためにも、広く読まれる形態での出版を考えたほうがいい」と文庫化を勧めたことを受けて、文庫化を踏み切ったという。

## 反響
西部邁が、単行本刊行時の書評で「経済学の記述をメタファーで塗りつぶす」と評した。これへの栗本の反論が文庫版後書きに書かれた。
小谷野敦の『江戸幻想批判』に、前述の「病にかかった江戸時代」の「ポランニーがこのデータ（江戸前期人口増）を知ったら、日本の転換期はこの時期にあったと言うだろう」との記述に賛意を寄せた。小谷野自身は、『日本文化論のインチキ』のなかで、日本文学史における恋愛表現の変遷を辿りながら、江戸前期に大変化があったとの考えを表明した。